# Tyler Lindorff
Tyler Lindorff, né le 22 mars 2000, est un coureur cycliste australien.

## Biographie
En mars 2019, il termine neuvième du championnat d'Océanie sur route et remporte le titre chez les espoirs.

## Palmarès sur route

### Par année
- 2018
  -  Champion d'Australie sur route juniors
  - 2e du championnat d'Australie du contre-la-montre juniors
  -  Médaillé de bronze du championnat d'Océanie du contre-la-montre juniors
- 2019
  -  Champion d'Océanie sur route espoirs
  - 3e du Tour de Tasmanie

### Classements mondiaux
| Année            | 2019 |
| ---------------- | ---- |
| UCI Oceania Tour | 55e  |

## Palmarès sur piste

### Championnats d'Océanie
- 2017
  -  Champion d'Océanie de poursuite juniors

### Championnats d'Australie
- 2017
  - 2e de la poursuite juniors
  - 2e de la poursuite par équipes juniors
  - 2e de la course aux points juniors
- 2019
  - 3e de la poursuite par équipes